# Maurice Piot
Maurice Piot   (Saint-Quentin, 14 de juliol de 1912 - 13è districte de París, 22 de maig de 1996) va ser un tirador d'esgrima francès, especialista en sabre, guanyador d'una medalla olímpica.
El 1952 va prendre part en els Jocs Olímpics d'Estiu de Hèlsinki, on guanyà la medalla de bronze en la competició de sabre per equips del programa d'esgrima.
En el seu palmarès també destaca una medalla de plata al Campionat del Món d'esgrima de 1950.